# Panchlora nigriventris
Panchlora nigriventris är en kackerlacksart som beskrevs av Robert Walter Campbell Shelford 1912. Panchlora nigriventris ingår i släktet Panchlora och familjen jättekackerlackor.
Artens utbredningsområde är Costa Rica. Inga underarter finns listade i Catalogue of Life.